# Erik Björndahl
Erik Björndahl, född 13 juli 1990 i Örebro, är en svensk fotbollsspelare.

## Karriär
Erik Björndahl började spela fotboll i BK Forward som femåring. Björndahl var BK Forward trogen under hela sin ungdom och säsongen 2006 tog han steget upp i A-laget. 2007 gjorde Björndahl sin debut i BK Forwards A-lag i Division 1 Norra i en bortamatch mot Valsta Syrianska och gjorde mål direkt i sin debut. Vidare så spelade han i Division 1 med BK Forward. Säsongen 2012 blev BK Forward 2:a i Division 1 Norra, vilket resulterade i en kvalplats till Superettan. I kvalet spelade man mot Falkenbergs FF. Slutresultat i hemmamatchen blev 0-0 och borta förlorade man med 2-1, vilket innebar fortsatt spel i Division 1 Norra. 
2014 skolades Erik Björndahl om från mittfältare till anfallare och målen lät sig inte vänta. Säsongerna 2014-2016 gjorde Björndahl 31 mål. Säsong 2016 åkte BK Forward ur Division 1 för första gången och Björndahl stannade kvar för att skjuta upp sitt BK Forward igen. Säsong 2017 vann BK Forward Division 2 och Erik gjorde 24 mål på 24 matcher och vann skytteligan i Division 2 Norra Svealand.
Den 1 februari 2018 värvades Björndahl av Degerfors IF, där han skrev på ett tvåårskontrakt. Björndahl debuterade i Svenska Cupen den 19 februari 2018 i en 6–0-förlust mot Djurgårdens IF, där han blev inbytt i den 57:e minuten. Den 1 april 2018 i premiären gjorde Björndahl sin Superettan-debut i en 2–2-match mot Östers IF, där han även gjorde sitt första mål.
Säsongen 2018 blev en succé med 14 mål och en delad andra plats i skytteligan efter Helsingborgs Andri Rúnar Bjarnason. Säsongen 2019 startade med 2 mål på 3 matcher i svenska cupen. I Superettan 2019 gjorde Erik återigen succé och vann skytteligan på sina 20 mål. Hans Degerfors IF slutade på 5:e plats och var endast 3 poäng från allsvensk kvalplats.
Den 15 januari 2020 värvades Björndahl av Örebro SK, där han skrev på ett treårskontrakt. I juli 2021 lånades Björndahl ut till Västerås SK på ett låneavtal över resten av säsongen. I januari 2022 förlängde han sitt kontrakt i Örebro med två år. I mars 2023 gick Björndahl till Ettan Norra-klubben IF Karlstad. Han lämnade klubben efter säsongen 2023. I november 2024 avslutade Björndahl sin fotbollskarriär.

## Karriärstatistik
| Klubb              | Säsong             | Liga                      | Liga    | Liga | Svenska cupen | Svenska cupen | Övrigt  | Övrigt | Totalt  | Totalt |
| Klubb              | Säsong             | Division                  | Matcher | Mål  | Matcher       | Mål           | Matcher | Mål    | Matcher | Mål    |
| ------------------ | ------------------ | ------------------------- | ------- | ---- | ------------- | ------------- | ------- | ------ | ------- | ------ |
| BK Forward         | 2007               | Division 1 Norra          | 2       | 1    | 0             | 0             | —       | —      | 2       | 1      |
| BK Forward         | 2008               | Division 1 Norra          | 17      | 0    | 0             | 0             | —       | —      | 17      | 0      |
| BK Forward         | 2009               | Division 1 Norra          | 18      | 1    | 0             | 0             | —       | —      | 18      | 1      |
| BK Forward         | 2010               | Division 1 Norra          | 24      | 2    | 1             | 0             | —       | —      | 25      | 2      |
| BK Forward         | 2011               | Division 1 Norra          | 21      | 5    | 0             | 0             | —       | —      | 21      | 5      |
| BK Forward         | 2012               | Division 1 Norra          | 18      | 4    | 0             | 0             | 2       | 0      | 20      | 4      |
| BK Forward         | 2013               | Division 1 Norra          | 22      | 2    | 0             | 0             | —       | —      | 22      | 2      |
| BK Forward         | 2014               | Division 1 Norra          | 22      | 10   | 0             | 0             | —       | —      | 22      | 10     |
| BK Forward         | 2015               | Division 1 Norra          | 22      | 9    | 2             | 3             | —       | —      | 24      | 12     |
| BK Forward         | 2016               | Division 1 Norra          | 24      | 12   | 4             | 3             | —       | —      | 28      | 15     |
| BK Forward         | 2017               | Division 2 Norra Svealand | 25      | 24   | 0             | 0             | —       | —      | 25      | 24     |
| BK Forward         | Totalt             | Totalt                    | 215     | 70   | 7             | 6             | 2       | 0      | 224     | 76     |
| Degerfors IF       | 2018               | Superettan                | 27      | 14   | 3             | 0             | —       | —      | 30      | 14     |
| Degerfors IF       | 2019               | Superettan                | 28      | 20   | 3             | 2             | —       | —      | 32      | 20     |
| Degerfors IF       | Totalt             | Totalt                    | 55      | 34   | 6             | 2             | —       | —      | 61      | 36     |
| Örebro SK          | 2020               | Allsvenskan               | 18      | 3    | 3             | 1             | —       | —      | 21      | 4      |
| Örebro SK          | 2021               | Allsvenskan               | 12      | 0    | 3             | 2             | —       | —      | 15      | 2      |
| Örebro SK          | 2022               | Superettan                | 22      | 4    | 3             | 0             | —       | —      | 25      | 4      |
| Örebro SK          | 2023               | Superettan                | 0       | 0    | 1             | 0             | —       | —      | 1       | 0      |
| Örebro SK          | Totalt             | Totalt                    | 52      | 7    | 10            | 3             | —       | —      | 62      | 10     |
| Västerås SK (lån)  | 2021               | Superettan                | 16      | 10   | 0             | 0             | —       | —      | 16      | 10     |
| IF Karlstad        | 2023               | Ettan Norra               | 22      | 9    | 2             | 1             | —       | —      | 24      | 10     |
| Totalt i karriären | Totalt i karriären | Totalt i karriären        | 360     | 130  | 25            | 12            | 2       | 0      | 387     | 142    |

1. ↑  Uppflyttningskvalmatcher mot Falkenbergs FF.[17][18]